# Olley
Olley é uma comuna francesa na região administrativa de Grande Leste, no departamento de Meurthe-et-Moselle. Estende-se por uma área de 9,48 km². Em 2010 a comuna tinha 238 habitantes (densidade: 25,1 hab./km²).